# Alyssum atlanticum
Alyssum atlanticum är en korsblommig växtart som beskrevs av René Louiche Desfontaines. Alyssum atlanticum ingår i släktet stenörter, och familjen korsblommiga växter. Inga underarter finns listade i Catalogue of Life.